# Onze-Lieve-Vrouw-en-Sint-Leodegariuskerk
De Onze-Lieve-Vrouw-en-Sint-Leodegariuskerk is een kerk in het centrum van Bornem. 

## Geschiedenis
De parochie Bornem werd voor het eerst vermeld in de 9e eeuw. Waarschijnlijk stond er toen reeds een bidplaats, die in de 11e eeuw werd afgebroken. Reeds in 1101 werd op de plaats van de huidige kerk een kerk vermeld. Die was toen verbonden aan de abdij van reguliere kanunniken van Sint-Augustinus. In de loop van de 12e eeuw werd de kerk verder opgebouwd in romaanse architectuurstijl: pijlerbasiliek in de vorm van een Latijns kruis. In 1120 werd de toenmalige abdij samengevoegd met de abdij van Affligem en omgevormd tot een priorij. In 1164 brandde de kerk gedeeltelijk af. De kerk diende tevens als parochiekerk. In 1253 werd ter hoogte van de communiebank een muur geplaatst ter afscheiding. In 1603 werd de muur terug gesloopt. In 1828 werd het grootste deel van de romaanse kerk afgebroken: alleen de buitenmuren van het koor, de oostelijke ondermuren van de zijkoren en de romaanse crypte blijven er nog van over. De kerk werd dan heropgebouwd in laat-classicistische stijl naar een ontwerp van Vuillaume. Ze werd vergroot en kreeg een driebeukig schip. Nadien volgden nog meerdere wijzigingen: in 1864-1865 gebeurden grondige werken aan de toren, in 1891-1892 gebeurden werken aan de crypte, in 1910-1912 vonden binnenwerken plaats naar ontwerp van Edward Careels. Later in de 20e eeuw vonden nog verschillende restauraties plaats. Tot 1905 lag naast de kerk een kerkhof op de plaats waar nu een parking is.

## Beschrijving

### Toren
De toren werd gebouwd in witte zandsteen. Alleen het onderste gedeelte blijft daarvan nog over. Dit onderste gedeelte - het portaal en de eerste verdieping - stamt uit de 12e eeuw en is vroeg-gotisch, met spitsboogportaal en spitsboogvenster. Het roosvenster boven het portaal dateert van 1864-1865. Toen werd de oorspronkelijke torenspits afgebroken en vervangen door een slankere, naar een ontwerp van architect Joseph Schadde. In 1993 werd de toren opnieuw gerestaureerd.

### Crypte
Onder het koor van de kerk bevindt zich een crypte of krocht. Dit is een kapel, toegewijd aan Onze-Lieve-Vrouw; ze wordt dan ook “Onze-Lieve-Vrouw van de Krocht” genoemd. Reeds in 1252 wordt deze als bedevaartplaats vermeld: Beeld der Goddelijke Maagd dat van ouds in de krocht werd vereerd, evenals nu nog, en waarheen vroeger vele pelgrimstochten gedaan werden. De crypte is romaans en dateert mogelijk uit het vierde kwart van de 11e eeuw. Het is een onderaardse ruimte van 7,25 op 6,80m. Ze is overwelfd met negen koepelgewelfjes. De gewelfjes rusten op vier zware zuilen in Doornikse steen en op de funderingsmuren.
Ten tijde van de geuzen - tweede helft 16e eeuw - kreeg de kerk erg te lijden. Het oorspronkelijke beeld van Onze-Lieve-Vrouw van de Krocht is toen verdwenen. Het huidige beeld dateert van 1594. Het werd door Maarten van Calster gebeeldhouwd in gepolychromeerd lindenhout. In 1973 werd het gerestaureerd door het Koninklijk Instituut voor het Kunstpatrimonium. De legende wil dat de Scheldedijken op 15 februari 1551 begaven door vloedstormen. Een gehucht overstroomde volledig. De inwoners baden tot Onze-Lieve-Vrouw en onmiddellijk ging de storm liggen. Daarop streek een witte duif neer op de hand van Maria. Daarom wordt Onze-Lieve-Vrouw van de Krocht afgebeeld met een zilveren duif op de hand.
In de zijwanden van de crypte zijn vier glasramen verwerkt. Deze dateren van 1858 en zijn van de hand van J.F. Pluys. Het altaar onder het beeld dateert van het vierde kwart van de 19e eeuw. Het is van witte steen en bevat vier neoromaanse zuiltjes. De crypte werd in 1891-1892 volledig beschilderd in gepolychromeerde vegetale en geometrische motieven. In 1988 werd de crypte gerestaureerd.

#### Graftombe Pedro Coloma
De crypte bevat nog een zijnis. Hierin bevindt zich de marmeren graftombe van de in 1621 gestorven Pedro Coloma, heer van Bornem en stichter van de Sint-Bernardusabdij (Bornem). De tombe bevat koperen inlegwerk en rust op vier gebeeldhouwde leeuwtjes. Oorspronkelijk bevond deze graftombe zich centraal in de crypte. In 1934 werd ze overgebracht naar de doopkapel boven in de kerk. Pas in 1948 werd naast de crypte een andere, kleinere crypte ontdekt. Deze werd aangepast en de graftombe werd erin geplaatst. In de muur naast de tombe werd de grafsteen van Joanna Lescuyer, echtgenote van Pedro Coloma, aangebracht. Achter de tombe staat een kruis met het hoofd van een beschadigd Christusbeeld. Dit beeldhouwwerk werd in 1768 gemaakt door Wouter Pompe en hing vroeger aan een groot kruis op de Kruisberg. Tijdens de Boerenkrijg in 1798 werd het echter stukgeslagen door Franse soldaten. Later brachten parochianen het beschadigde beeld naar de kerk.

### Interieur
Het altaar dateert van 1742 en is van de hand van Willem Ignatius Kerrickx.
In de kerk hangen schilderijen uit de 17e en 18e eeuw, onder meer een schilderij van de heilige Leodegarius, mede-patroonheilige van de kerk. Er staat beeldhouwwerk uit verschillende eeuwen; het oudste - een retabel met de graflegging - dateert van de 15e eeuw.
De 14 glasramen dateren van 1888. De schenkers mochten zelf een heilige kiezen en hun naam werd mee aangebracht op het glasraam.
Verder bevinden zich verschillende werken van de beeldhouwer Matthias Zens in de kerk, onder meer de communiebank en twee biechtstoelen.

## Rozenkransmysteries rond de kerk
In 1908 werden rond de kerk 15 mysteries van de Rozenkrans geplaatst: 14 gepolychromeerde terracotta reliëfs in arduinen kapelletjes en 1 calvarie. De beelden zijn eveneens van de hand van beeldhouwer Matthias Zens. In 2008 werd de restauratie van deze mysteries beëindigd.

## Bescherming
Reeds in 1935 werden de crypte en de oudste delen van de kerk officieel beschermd. In 1998 werd heel de kerk beschermd als monument en tevens als onderdeel van het dorpsgezicht Bornem.

## Zie ook

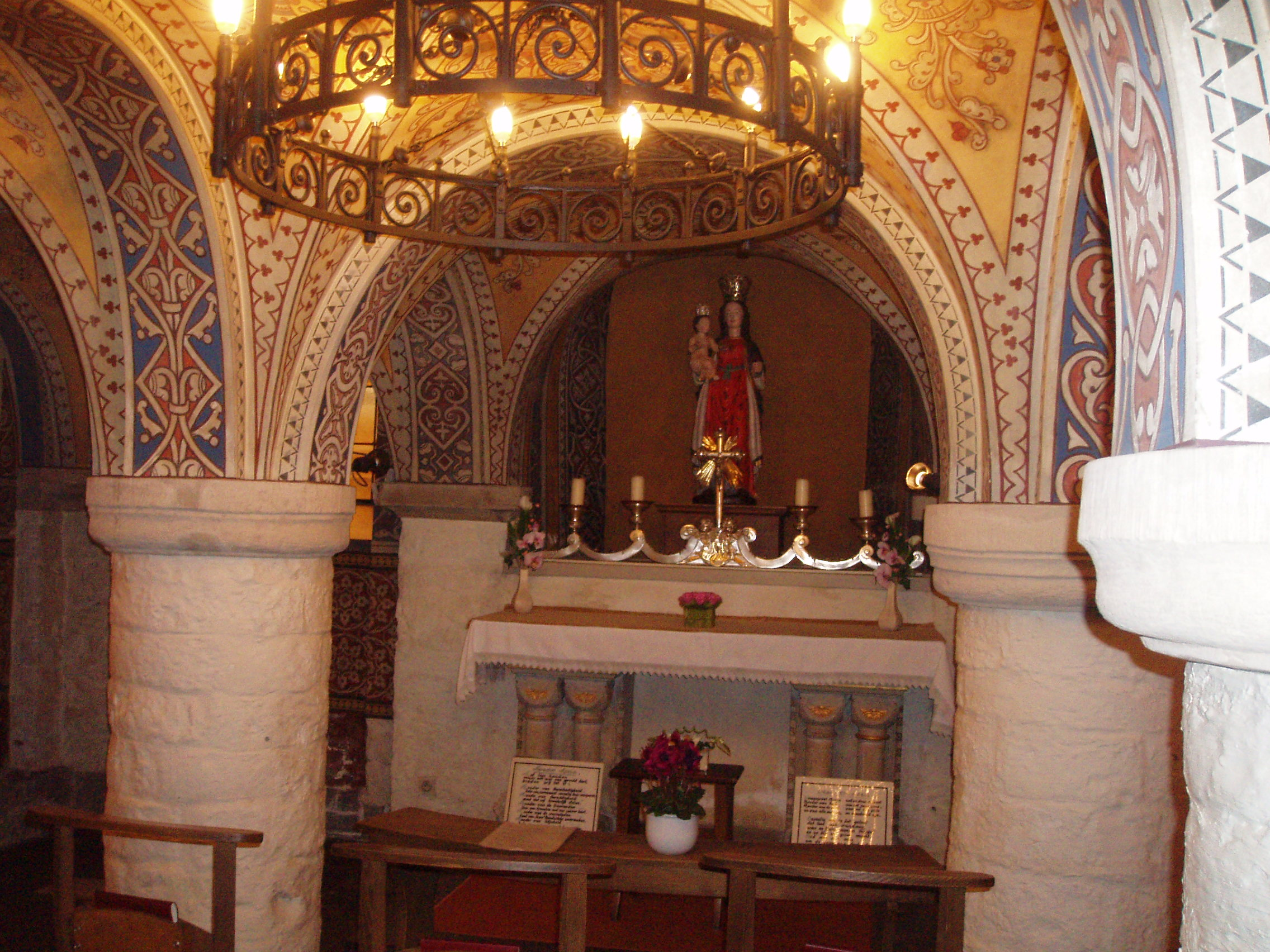
Crypte in de kerk
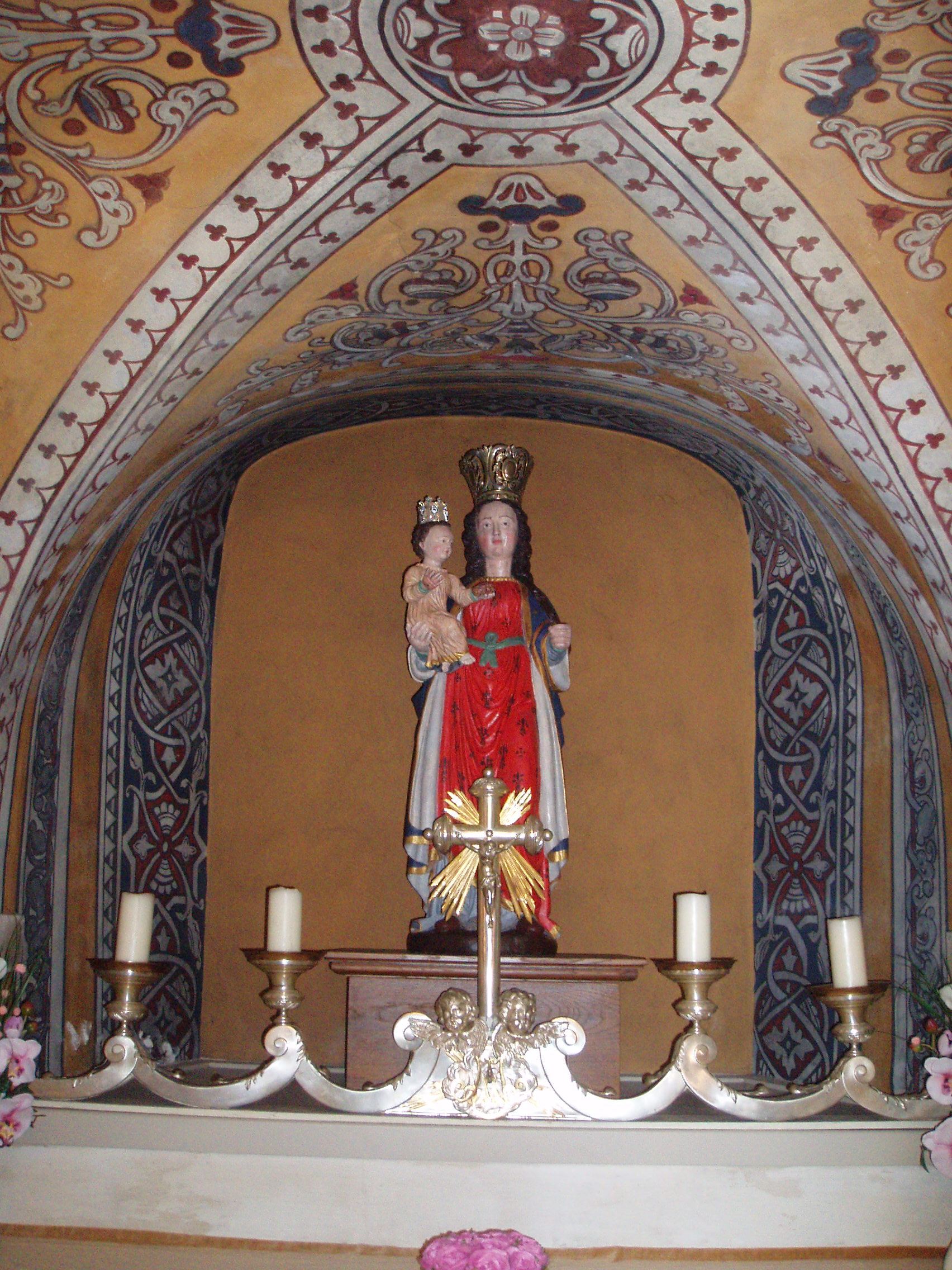
Onze-Lieve-Vrouw van de Krocht
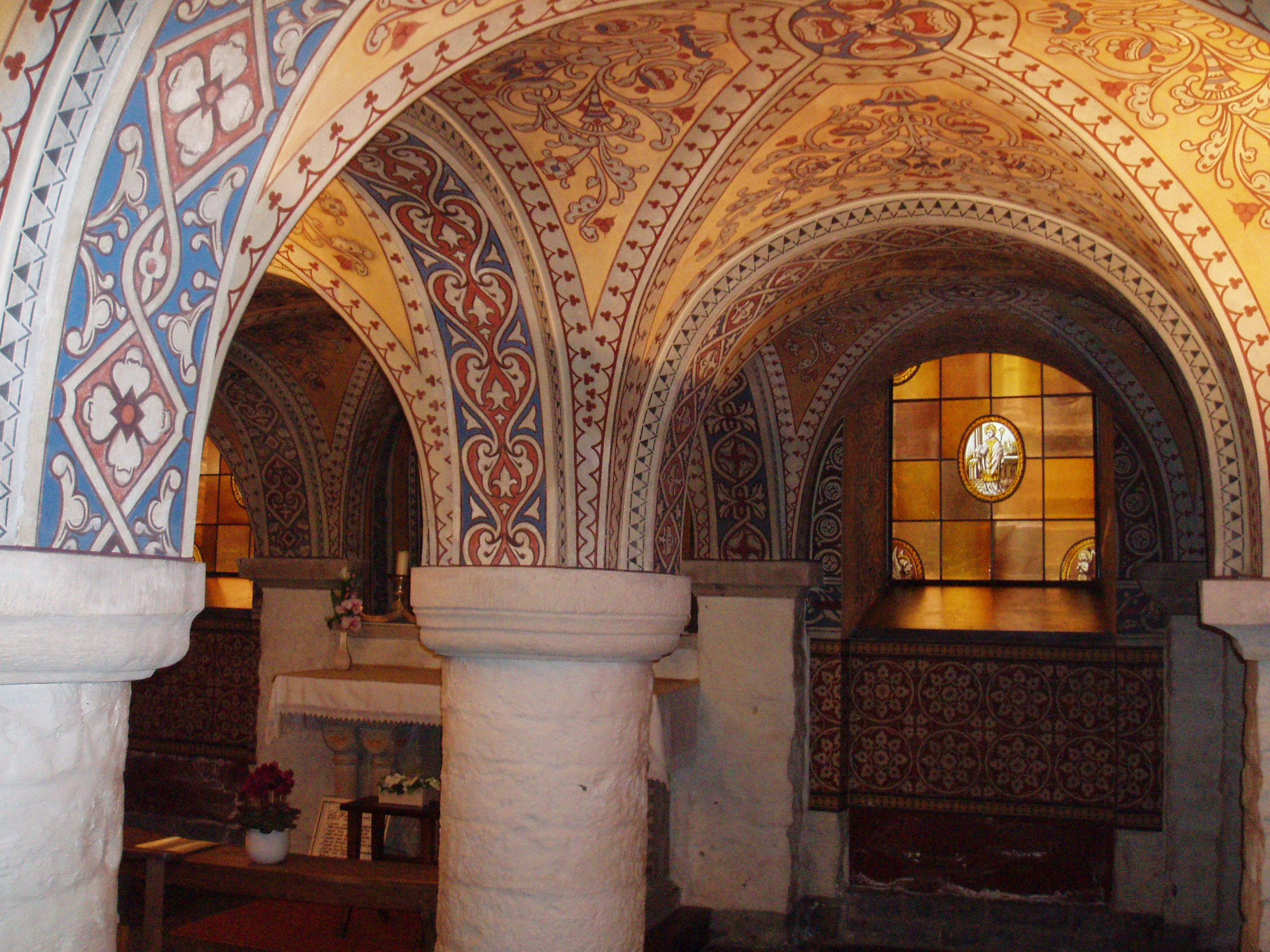
Gewelfje en glasraam in de crypte
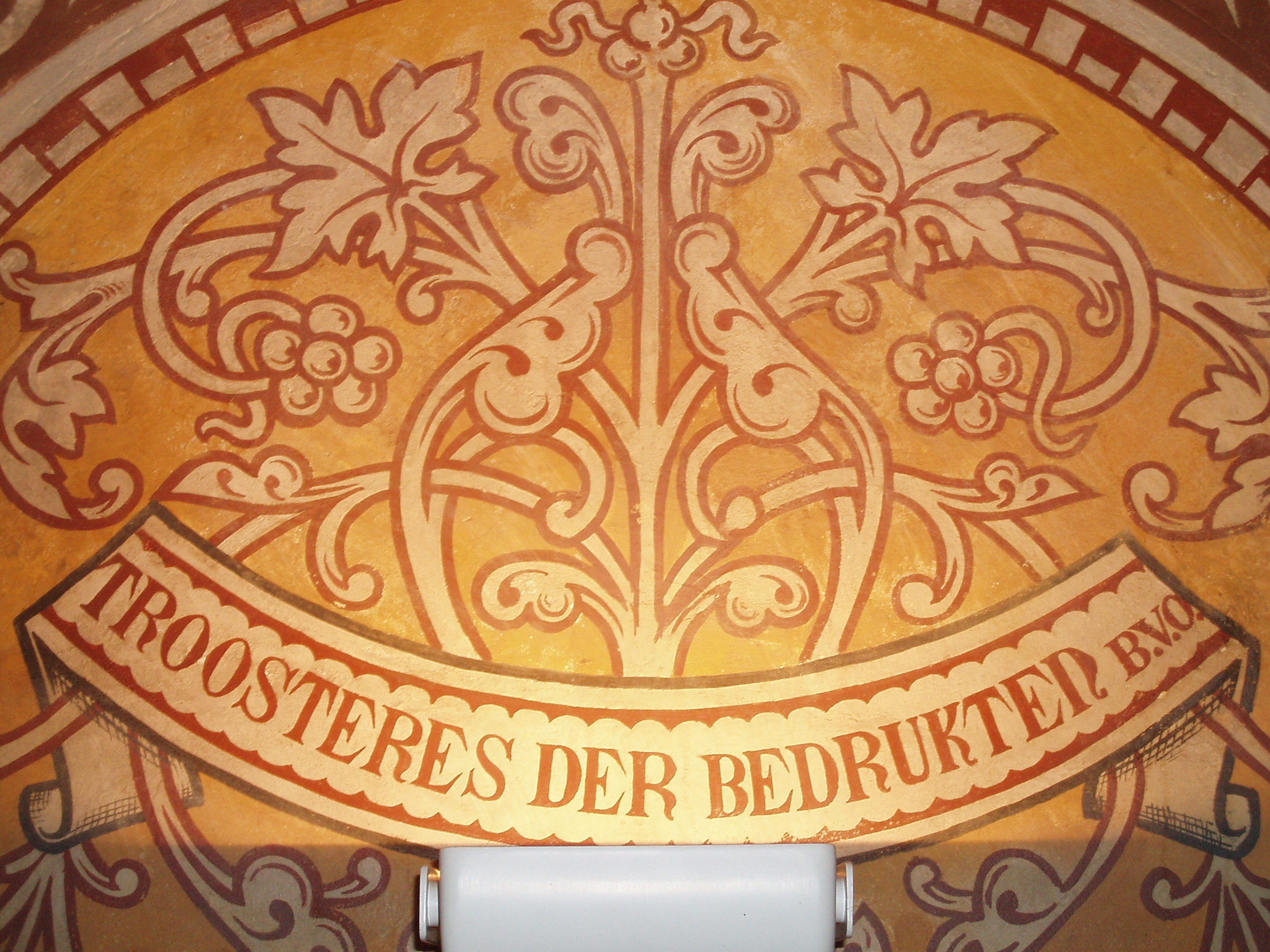
Muurschilderingen in de crypte
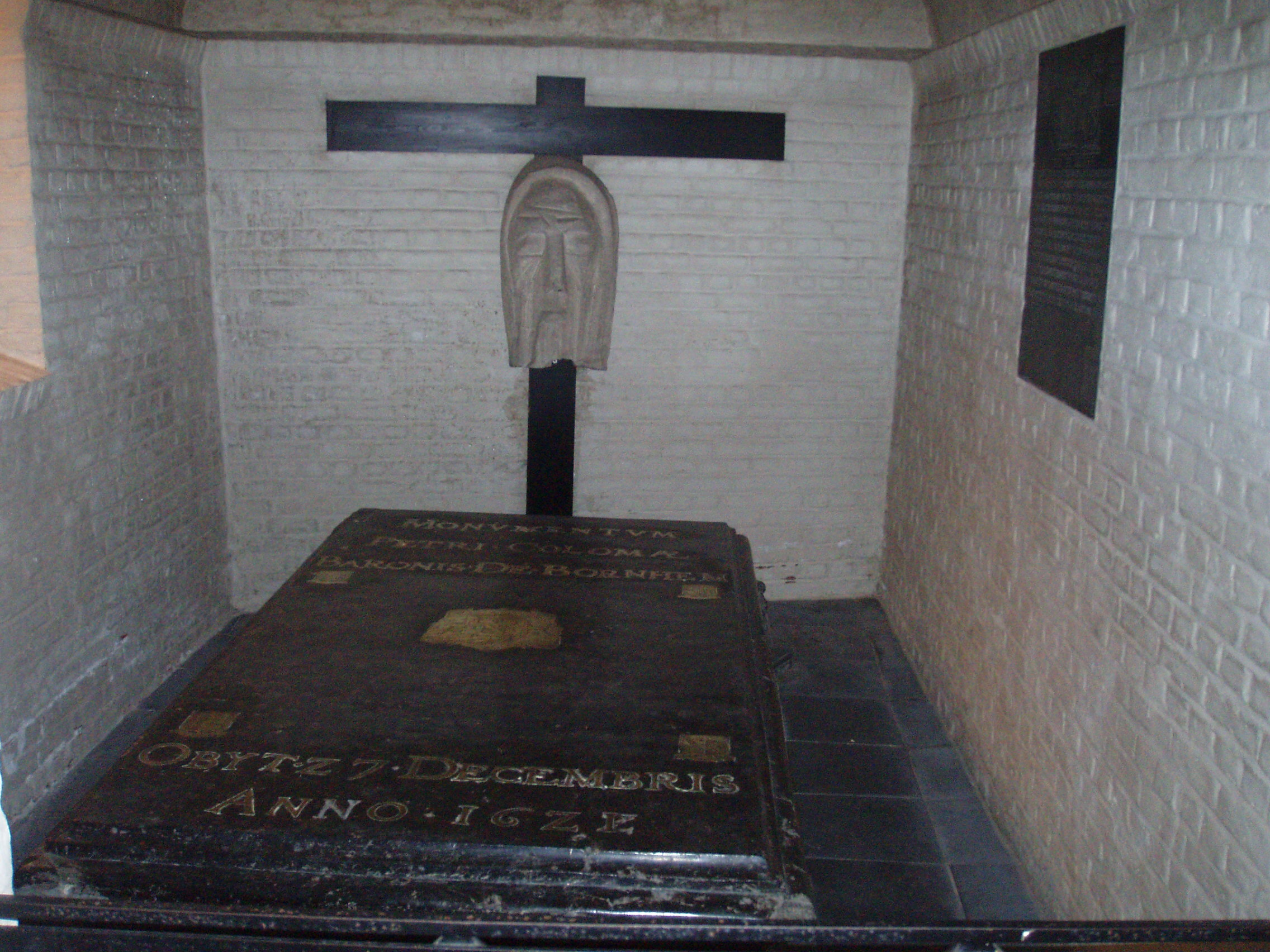
Grafkapel van Pedro Coloma in zijnis van de crypte
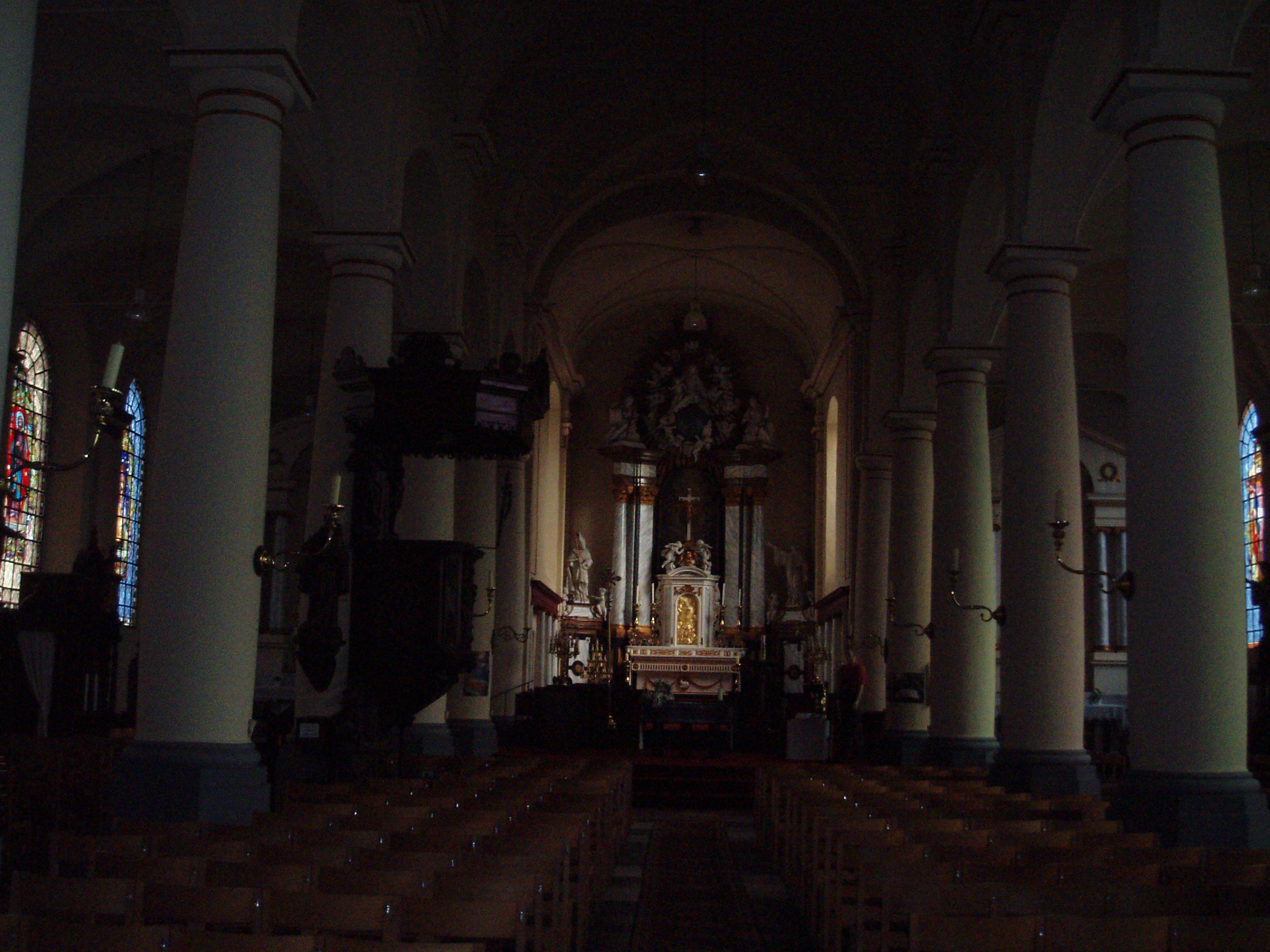
Binnengezicht van de kerk
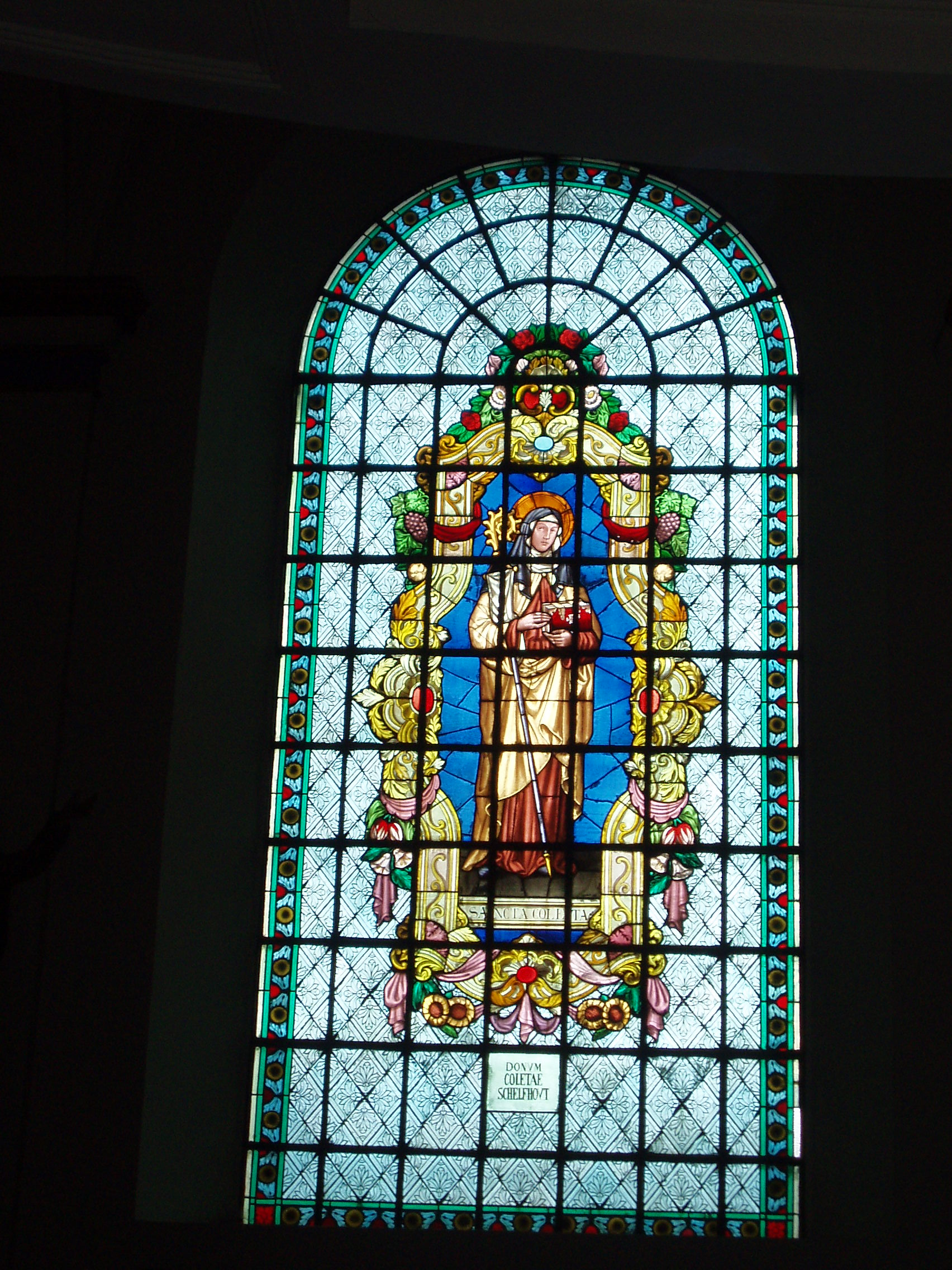
Glasraam in de kerk
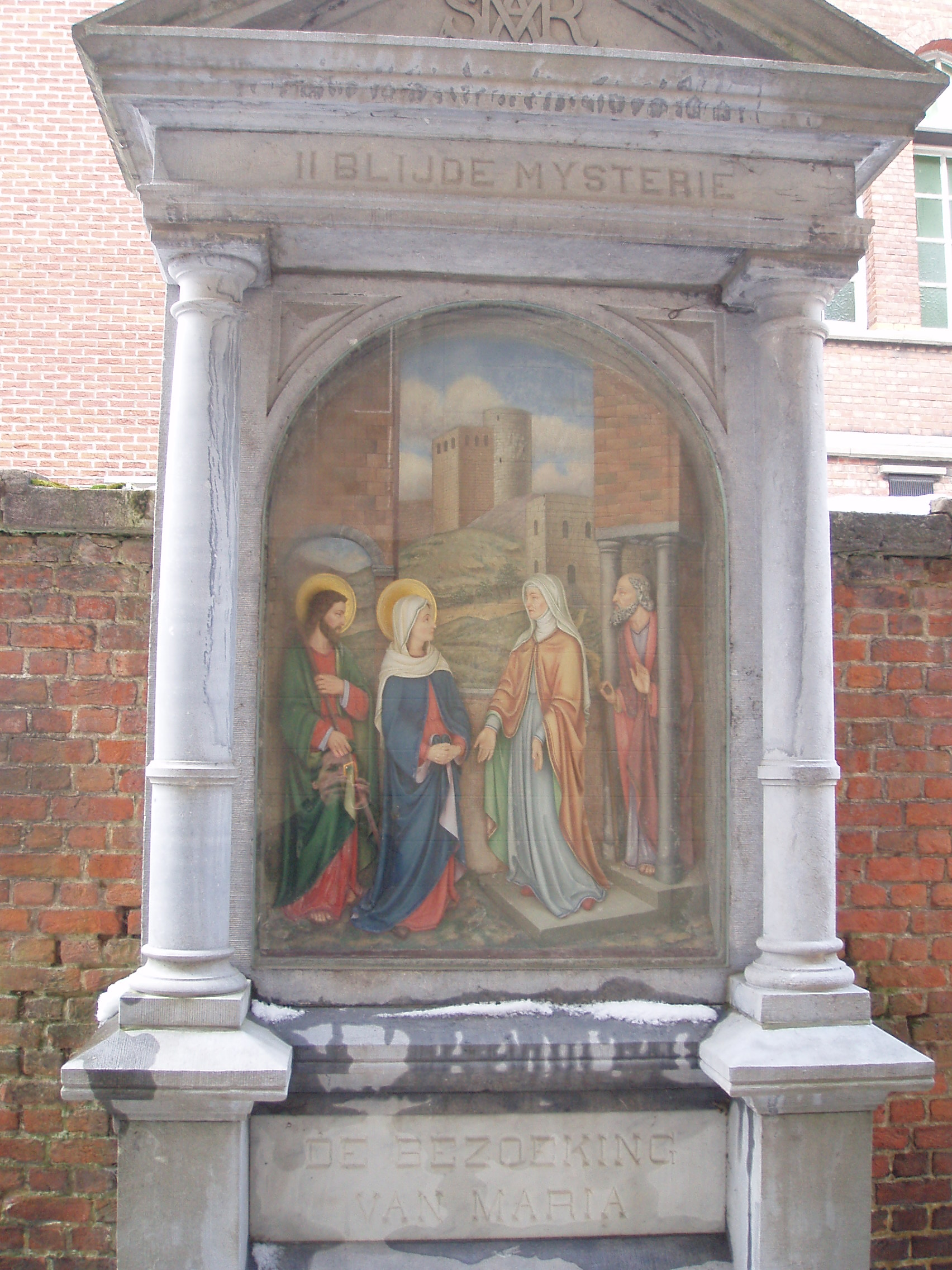
Mysterie rond de kerk (tweede mysterie)